# وكاع رمضان
وكاع رمضان جمعة، من مواليد 17 أبريل 1999، هو لاعب كرة قدم عراقي محترف يلعب كمهاجم في نادي الكرخ في دوري نجوم العراق.

## المسيرة الكروية للنادي

### بداية المهنة
شارك وكاع لأول مرة مع نادي طفولته كربلاء في عام 2017، لكنه هبط إلى دوري الدرجة الأولى العراقي في موسمه الأول مع النادي. انتقل رمضان بعد ذلك إلى بغداد ووقع مع نادي النفط، ليثبت نفسه تدريجياً كنجم صاعد في الدوري العراقي الممتاز.

### الطلبة
وفي عام 2020، انضم وكاع إلى نادي الطلبة على سبيل الإعارة لمدة موسم واحد. وبتأثيره الفوري، أصبح واحداً من أهم لاعبي النادي، ومع خوض الطلبة معركة الهبوط في المباريات القليلة الأخيرة من الموسم، اجتذب وكاع اهتماماً على مستوى البلاد بتسجيله ثلاثية في 22 دقيقة في الشوط الأول من مباراتهم ضد الميناء، مما ساعد فريقه على تحقيق فوز 4-2 مما ساعد في تأمين بقائهم في الدوري العراقي الممتاز. بعد موسمه المتميز على سبيل الإعارة، تعاقد نادي الطلبة مع رمضان بصفقة دائمة في سبتمبر 2021 في صفقة بقيمة 50 مليون دينار عراقي بعقد لمدة عامين. في أكتوبر 2022، بعد مباراة واحدة فقط من بداية موسم الدوري العراقي الممتاز، تعرض المهاجم الشاب لإصابة في الرباط الصليبي والغضروف المفصلي مما أبعده عن الملاعب حتى نهاية الموسم ووجه ضربة قوية لآمال الطلبة في المنافسة على اللقب. في يناير 2024، ارتبط اسم نادي الزوراء العراقي بشكل كبير بالوكاع، حيث قدم عرضًا إلى نادي الطلبة واقترب من اللاعب لمحاولة إقناعه بالانضمام. وانتهى الأمر ببقائه في ناديه حتى نهاية الموسم. في أبريل 2024، أوقف رمضان وزميله علي فائز من قبل النادي لأسباب تأديبية.

## المسيرة المهنية الدولية

### العراق تحت 19 سنة
أٌستدعي وكاع إلى منتخب العراق تحت 19 عامًا في أغسطس 2018 لتمثيل بلاده في كأس آسيا تحت 19 عامًا 2018 في إندونيسيا.

### العراق تحت 23 سنة
في يناير 2019، عندما كان عمره 19 عامًا فقط، أستدعي رمضان إلى المنتخب الوطني العراقي تحت 23 عامًا لمعسكر تدريبي في الدوحة استعدادًا لتصفيات كأس آسيا تحت 23 عامًا في طهران في وقت لاحق من ذلك العام. في أغسطس 2021، أستدعي إلى المنتخب الوطني تحت 23 عامًا لمباراة ودية ضد ليبيا في تركيا، حيث سجل في هزيمة 3-2. احتفظ بمكانه في تشكيلة الفريق في سبتمبر 2021 لخوض مباراتين وديتين ضد منتخب الإمارات تحت 23 عامًا قبل أن يتم ضمه إلى تشكيلة بطولة اتحاد غرب آسيا لكرة القدم تحت 23 عامًا 2021 في المملكة العربية السعودية في أكتوبر. أستدعي مرة أخرى لتصفيات كأس آسيا تحت 23 عامًا 2022 حيث ساعد بلاده على التأهل. كان وكاع قائدًا للعراق في كأس آسيا حيث اختاروه كأفضل لاعب في المباراة الافتتاحية للعراق ووصل في النهاية إلى ربع النهائيات، حيث خرج على يد المضيف أوزبكستان.

### العراق
في سبتمبر 2022، أٌستدعي وكاع إلى منتخب العراق لأول مرة للمشاركة في بطولة الأردن الدولية 2022 بعد أدائه الرائع مع نادي الطلبة في الدوري العراقي الممتاز.

## روابط خارجية
- وكاع رمضان  على سكروي